# Günter Beier (Künstler)

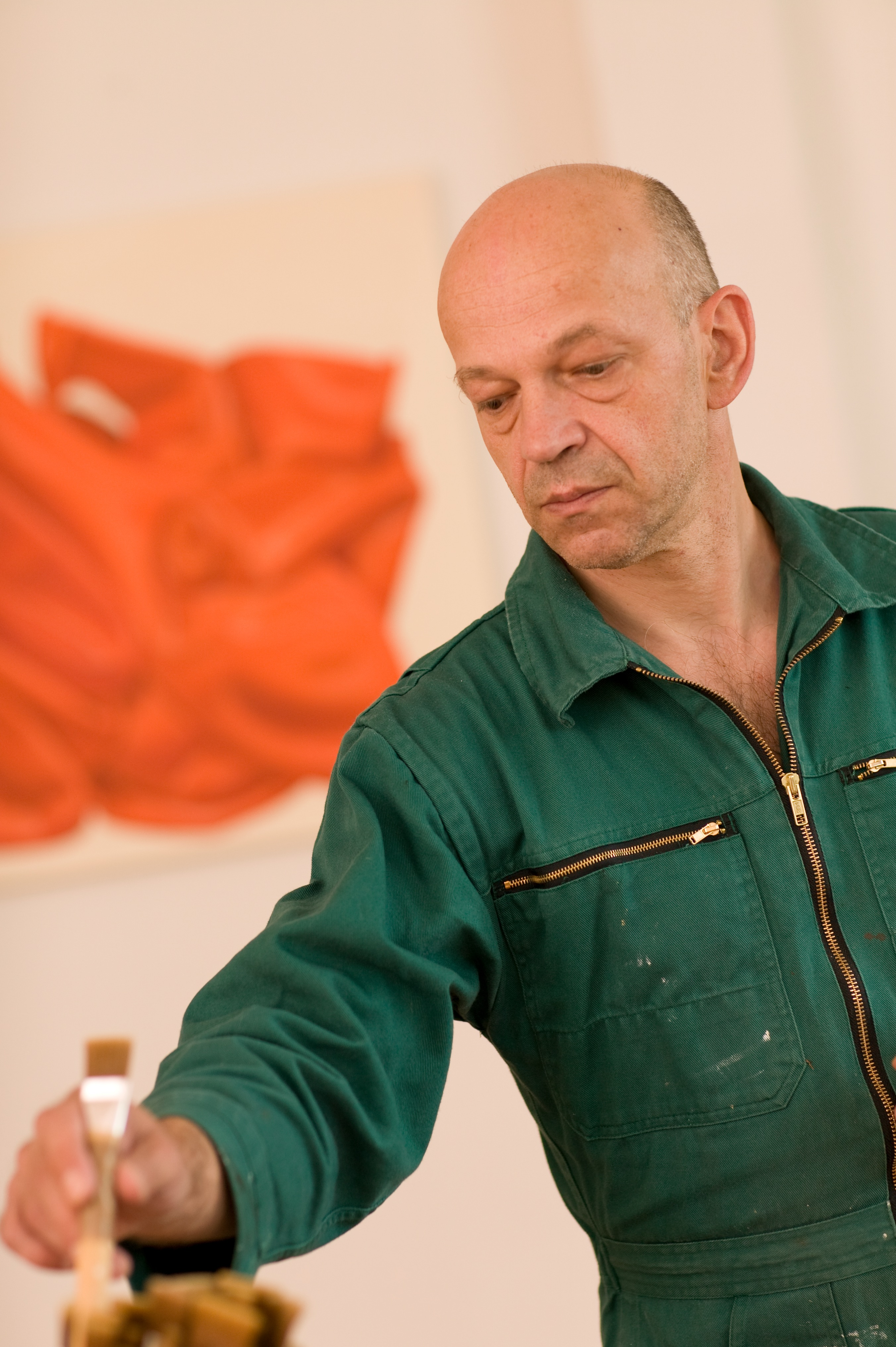
Günter Beier

Günter Beier (* 1959 in Wuppertal) ist ein deutscher Maler und Bildhauer.

## Leben und Werk
Von 1982 bis 1985 studierte Beier Kunstpädagogik und Philosophie an der GHS Essen. Ab 1987 folgte bis 1992 ein Studium der freien Malerei an der FH Köln. 1995 zog Beier nach Bremen und war dort von 1996 bis 1998 Mitarbeiter im Blaumeier-Atelier, einem Projekt für Kunst und Psychiatrie.
Beiers Hauptmotive sind Party- und Genussprodukte. Er präsentiert Luftballons, Popkorn, Pralinen oder Gummi-Süßigkeiten in bunten Farben und überdimensionaler Größe. Beier möchte neue Blickwinkel schaffen. Die extreme Vergrößerung der Motive soll das Auge des Betrachters besonders für Farbe und Komposition sensibilisieren. Beier selbst sagt, dass er bewusst belanglose Motive aufgreift, um den Betrachter nicht mit einem intellektuellen Rahmenwerk abzulenken. Er löst die Produkte außerdem aus ihrem Zusammenhang und präsentiert sie vor neutralem Hintergrund. Beiers Motive erfahren durch ihre starke Vergrößerung eine neue Ästhetik und eröffnen neue Betrachtungsebenen.
Seit 2014 lebt und arbeitet der Künstler am Bodensee.

## Ausstellungen (Auswahl)

### Einzelausstellungen
- 1990: Ausstellung im Foyer des Kunst und Auktionshauses Lempertz in Köln
- 1999: Galerie Zeit-Raum, Oldenburg
- 2006: Galerie Hafenrand, Hamburg Günter Beier: Malerei & Skulptur
- 2009: Gallery Ihn, Seoul
- 2010: "Many are called ... ", Galerie Eva Tömmel, München
- 2020: Terra Cognita, DavisKlemmGallery, Wiesbaden
- 2021: Projektraum #3, DavisKlemmGallery, Hochheim

### Ausstellungsbeteiligungen
- 2009: Seongnam Arts Center, Seongnam
- 2010: In aller Munde – Süßwaren in der Kunst, Museum Villa Rot, Burgrieden-Rot
- 2010: Von Fotorealismus bis zu „Bondage“-Skulpturen, Kunsthaus Hannover, Hannover
- 2011: Fiesta, DavisKlemmGallery, Frankfurt am Main
- 2011/2012: I LOVE ALDI, Wilhelm-Hack-Museum, Ludwigshafen
- 2011/2012: Extrem süß! gemalt, gehäkelt, gegossen, Staatliche Kunsthalle Karlsruhe
- 2012: Kunst mit Schokolade, Museum Ritter, Waldenbuch
- 2013: Frisch eingetroffen, DavisKlemmGallery, Wiesbaden.
- 2014:Ganz nützlich, DavisKlemmGallery, Wiesbaden
- 2014: Im Anfang ist das Spiel, Künstlerverein Walkmühle, Wiesbaden
- 2020: SweetNothingSweet, Kunstverein KISS, Abtsgmünd-Untergröningen
- 2020: Nagelneu – Kunst aus dem Jahr 2020, DavisKlemmGallery, Wiesbaden